# 田原市立田原中学校
田原市立田原中学校（たはらしりつ たはらちゅうがっこう）は、愛知県田原市田原町椿にある公立中学校。「田中」（たちゅう）の愛称で親しまれている。2023年度現在の生徒数644人。

## 概要
近くには池ノ原公園、田原市博物館と渡辺崋山ゆかりの建物があるほか、田原中部小学校、愛知県立成章高等学校、田原福祉グローバル専門学校にも近い。
国際交流も行っており、毎年少数の生徒が友好都市へ留学へ行っている。
体育館は愛知国体の時にバレーボール会場用に建てられたもので、UFOをモチーフとした奇抜なデザインとなっている。

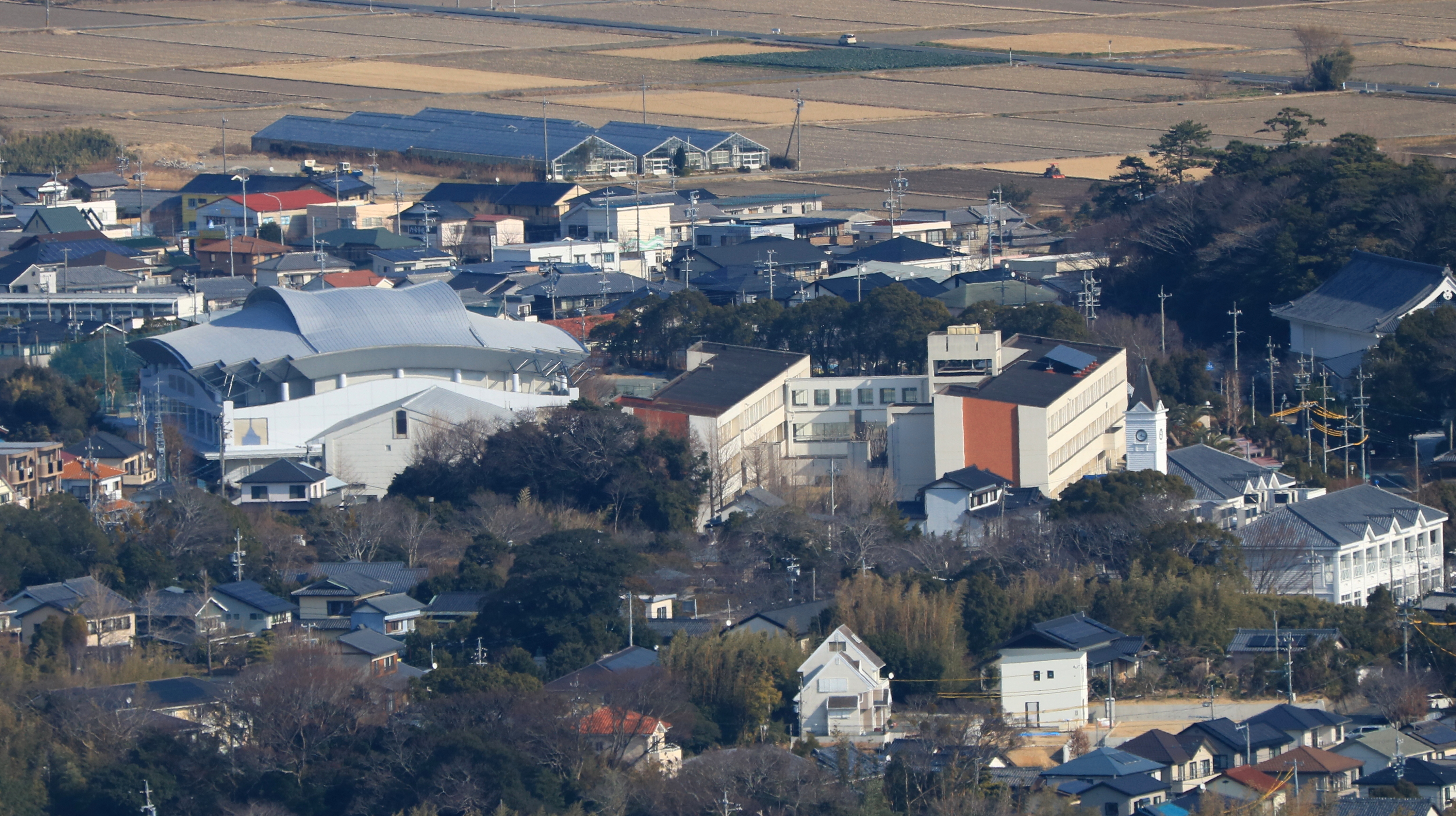
全景 右手前に田原福祉グローバル専門学校  （当時は田原福祉専門学校） （2018年1月撮影）
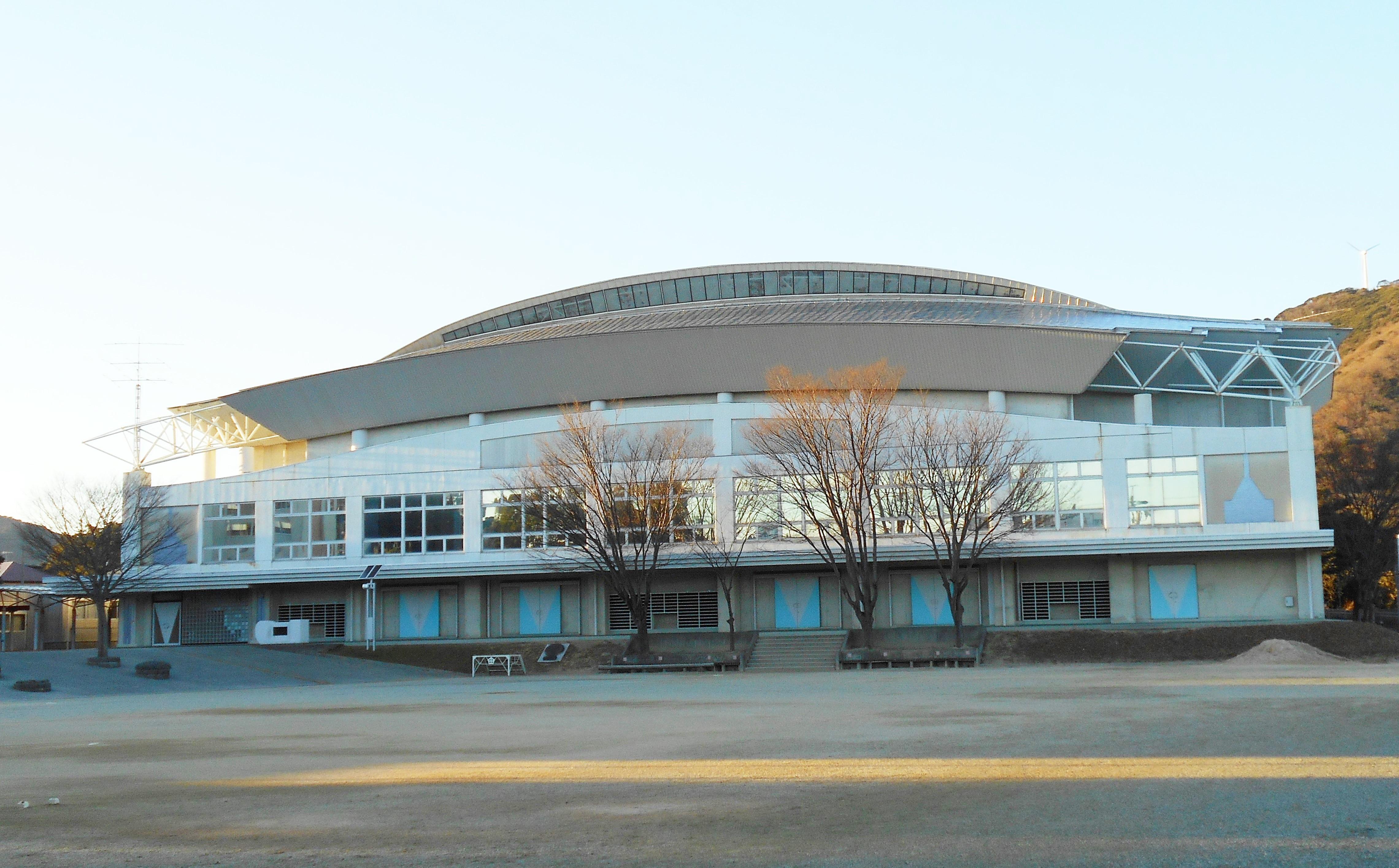
体育館（2016年1月撮影）

## 沿革
- 1947年（昭和22年）4月 - 田原町立田原中学校、野田村立野田中学校 創立
- 1955年（昭和30年）1月 - 野田村立野田中学校が田原町立になる。
- 1961年（昭和36年）10月 - 田原中学校の学区の東部を東部中学校へ変更
- 2003年（平成15年）8月 - 合併と市制施行より、田原市立田原中学校、田原市立野田中学校になる。
- 2016年（平成28年）4月 - 野田中学校を田原中学校へ統合

## 主な行事
| 前期 - 4月 - 入学式 - オリエンテーション合宿（1年のみ） - 新入生歓迎会 - 5月：修学旅行（3年のみ） - 6月：体育祭 - 9月：福祉実践教室（1年のみ） | 後期 - 10月 - 合唱コンクール - 田中祭（文化祭） - 11月 - 福祉交流（1年のみ） - 職場体験学習（2年のみ） - 2月：予餞会 - 3月：卒業証書授与式 |

## 特徴的な活動

### たはランティア
たはランティアとは、田原中学校の生徒が作るボランティアクラブのことである。2017年6月に1年生から3年生の45人を初期メンバーに結成された。組織名は「たはら」と「ボランティア」を掛け合わせた。
「まちなかにぎわいづくり実行委員会」とともに新型コロナウイルス禍で停滞する市中心部を元気づけようと竹あかりを制作した。田原市に関する歴史を習うなどの活動も行っている。2023年3月には、海岸のごみを拾い集め、大量のごみをそのままごみにするのはもったいない、その思いから、たはランティアのイラストを再現したオブジェにした。大量のごみを組み合わせ、カラフルだが、寂しさもまじわったデザインになった。

## 著名な卒業生
- 光浦靖子（オアシズ）
- 大久保佳代子（オアシズ）
- 金田哲（はんにゃ）
- 金子大樹（プロボクサー）
- 岡田翠（陸上選手 - 北海道インターハイ陸上女子100m6位）
- 長田拓也（陸上選手- 2015年北京世界陸上男子4×100ｍR日本代表）※2016年に統合された旧野田中学校出身